# Crasville, Manche
Crasville är en kommun i departementet Manche i regionen Normandie i norra Frankrike. Kommunen ligger i kantonen Quettehou som tillhör arrondissementet Cherbourg. År 2022 hade Crasville 223 invånare.

## Befolkningsutveckling
Antalet invånare i kommunen Crasville
| Referens: INSEE |